# 保罗·鲁宾斯
保罗·鲁宾斯（英語：Paul Reubens，1952年8月27日—2023年7月30日）是一位美国演员、喜剧演员、作家、制片人。鲁宾斯于1970年代加入洛杉矶的The Groundlings剧团，之後他成為了一名即兴喜剧演员和舞台演员。1986年至1990年间，保罗·鲁宾斯在CBS每周六早上的儿童节目Pee-wee's Playhouse中饰演Pee-wee。